# Powiat Zielonogórski
Der Powiat Zielonogórski ist ein Powiat (Kreis) in der Woiwodschaft Lebus in Polen. Kreisstadt ist Zielona Góra (Grünberg in Schlesien). Der Powiat hat eine Fläche von 1349,75 km², auf der rund 76.000 Einwohner leben (31. Dezember 2018).

## Geographie
Der Powiate umschließt die Kreisstadt Zielona Góra, die ihm jedoch nicht angehört, sondern kreisfrei bleibt. Nachbarpowiate sind im Norden Świebodzin, im Osten Wolsztyn (bereits Woiwodschaft Großpolen), im Süden Nowa Sól und Żagań sowie im Westen Krosno Odrzańskie und Żary.

## Veränderungen
Der Powiat hatte bis zum 31. Dezember 2014 eine Fläche von 1570,64 km², auf der rund 94.000 Einwohner lebten (Stand 30. Juni 2012). Am 1. Januar 2015 wurde die Landgemeinde Zielona Góra aufgelöst und ihre Ortschaften in die gleichnamige Stadt eingemeindet.
Von 1975 bis 1998 gehörte der Powiat zur Woiwodschaft Zielona Góra (Grünberg) und von 1950 bis 1975 zur anders zugeschnittenen Vorgängerin.

## Gemeinden
Der Powiat umfasst neun Gemeinden, davon fünf Stadt- und Landgemeinden, deren gleichnamige Hauptorte das Stadtrecht besitzen, sowie vier Landgemeinden.
Einwohnerzahlen vom 31. Dezember 2020

### Stadt- und Landgemeinden
- Babimost (Bomst) – 6177
- Czerwieńsk (Rothenburg an der Oder) – 10.041
- Kargowa (Unruhstadt) – 5815
- Nowogród Bobrzański (Naumburg am Bober) – 9381
- Sulechów (Züllichau) – 26.540

### Landgemeinden
- Bojadła (Boyadel) – 3282
- Świdnica (Schweinitz) – 6685
- Trzebiechów (Trebschen) – 3343
- Zabór (Saabor, 1936–1945: Fürsteneich) – 4409

#### Ehemalige Landgemeinde (bis 31. Dezember 2014)
- Gmina wiejska Zielona Góra (Grünberg) – 16.767 (220,45 km²)